# Rolf Kauka
Rolf Kauka, né le 9 avril 1917 à Markranstädt et mort le 13 septembre 2000, est un auteur de bande dessinée et éditeur allemand.

## Biographie
Issu d'une famille d'origine scandinave, il publie des illustrations dès l'âge de 17 ans dans Leipziger Neueste Nachrichten et dans Weissenfelser Tageblatt. Il effectue cependant des études d'économie, puis incorpore l'armée allemande en 1937. Démobilisé en 1945, il s'installe à Munich et rédige des ouvrages de droit.
En 1950 il fonde sa propre maison d'édition, Kauka Publishing, et publie notamment quelques romans de l'écrivaine allemande Hedwig Courths-Mahler. Il s'associe avec l'éditeur Heinz Ullstein et réunit une équipe de dessinateurs pour se lancer dans la production de dessins animés. Ses différents projets d'animation n'aboutissent pas, et Kauka décide de se réorienter vers la bande dessinée et rédige le scénario d'Eulenspiegel d'après l'œuvre de Charles De Coster, dont il confie le dessin à Dorul Van de Heide, et qu'il publie dans son propre journal.
Il crée ensuite les deux renards Fix et Foxi, qui remportent l'adhésion du public et donnent lieu à une importante exploitation commerciale. Kauka en signe le texte, et confie le graphisme à différents dessinateurs comme Walter Neugebauer (en), Ludwig Fisher, Werner Hierl, Branco Karabajac, Ricardo Rinaldi, Vlago Magdić (de), V. Kostanjsek, Florian Julino, Franz Roscher ou Giulio Chierchini.
Toujours passionné par l'animation, il conçoit deux longs-métrages : Baron Münchausen et Mario d'Oro, ainsi qu'un court-métrage mettant en scène Fix et Foxi (1972). En 1975 il fonde la Kauka Comic Akademie pour former de jeunes illustrateurs.

## Distinctions
Posthume
- 2007 : Prix Peng ! pour l'ensemble de son œuvre